# DMDM乙内酰脲
DMDM乙内酰脲（英語：缩写：DMDMH，全称二羟甲基二甲基乙内酰脲,英语：1,2-Dimethylol-5,6-dimethylhydantoine）是一种甲醛释放体防腐剂，商品名为嘉兰丹（Glydant）。化学式为C7H12N2O4，是一种乙内酰脲衍生物。其自身经过分解缓慢释放甲醛来消灭周边的微生物，由此来实现防腐效果。其广泛运用于洗发水、润发素、发胶、护肤品等化妆品领域。
根据美国杂志《化妆品与盥洗用品》统计，2005年，DMDM乙内酰脲在化妆品防腐剂使用频率排名第八，自20世纪70年代DMDM乙内酰脲诞生以来，连续20年保持在前十名。

## 各国规定
在美国和中华人民共和国，DMDM乙内酰脲（按纯品计）在化妆品中最大规定浓度为0.6 %。在日本仅允许在洗去型产品中使用，最大添加浓度为0.3 %。在欧盟，最终产品中甲醛最大允许浓度为0.2 %，且任何产品甲醛浓度超过0.05 %都需要标上警示标识，2022年这一警示浓度下调至0.01%。

## 安全性
DMDM乙内酰脲对细菌防腐效果较好，对真菌效果稍差，常与对羟基苯甲酸酯类（尼泊金酯）以及碘丙炔正丁胺甲酸酯（IPBC）复配使用。
一项贴布试验研究发现，化妆品中DMDM乙内酰脲含量升高会增加甲醛过敏消费者的接触性皮炎风险。
鉴于甲醛释放型防腐剂以及甲醛在工业中广泛使用，甲醛安全问题一直是人们关注的话题。甲醛曾被认为是“植物和动物（包括人类）的重要代谢产物，其浓度低但可测量”。然而，长期暴露在甲醛（特别是日常吸入甲醛烟雾）环境中被认为会引起眼睛和粘膜刺激、头痛、呼吸急促和哮喘症状加剧。 1999 年《加拿大环境保护法》将甲醛宣布为“有毒产品”，美国国家毒理学计划于2011年6月正式将甲醛归类为“已知的人类致癌物”。